# Bactridium angustum
Bactridium angustum es una especie de coleóptero de la familia Monotomidae.

## Distribución geográfica
Habita en Guatemala.